# 2003 QA112
2003 QA112, também escrito como 2003 QA112, é um objeto transnetuniano (TNO) que está localizado no cinturão de Kuiper, uma região do Sistema Solar. Ele é classificado como um cubewano. O mesmo possui uma magnitude absoluta de 6,0 e tem um diâmetro com cerca de 278 km. O astrônomo Mike Brown lista este corpo celeste em sua página na internet como um candidato a possível planeta anão.

## Descoberta
2003 QA112 foi descoberto no dia 26 de agosto de 2003 pelo astrônomo Marc W. Buie.

## Órbita
A órbita de 2003 QA112 tem uma excentricidade de 0,121 e possui um semieixo maior de 42,522 UA. O seu periélio leva o mesmo a uma distância de 47,687 UA em relação ao Sol e seu afélio a 37,358 UA.